# Paul J. Sachs
Paul J. Sachs   (Manhattan, 24 de novembre de 1878 - Cambridge, 18 de febrer de 1965) va ser un home de negocis i director de museu estatunidenc. Sachs va ser director associat del Fogg Art Museum i va ser soci de la companyia financera Goldman Sachs. Està reconegut per haver desenvolupat un dels primers curos d'estudis de museus dels Estats Units.

## Biografia
Sachs era el fill gran de Samuel Sachs i Louisa Goldman Sachs, el seu pare havia estat soci de la companyia d'inversions Goldman Sachs i la seva mare era filla del fundador de la companyia Marcus Goldman. Ell va ssistir a la Dwight School, fundada pel seu oncle Julius Sachs. Després estudià a la Universitat Harvard, on es graduà l'any 1900.
Sachs va ser lector d'Història de l'Art des de 1916-17 al Wellesley College
El 1929, Sachs va esdevenir un dels membres fundadors del Museum of Modern Art

## Llegat
Molts dels alumnes de Sachs van esdevenir grans personatges en els camps dels museus i de l'art incloent Chick Austin, Alfred H. Barr, Jr., Frederick B. Deknatel, Sydney Joseph Freedberg, George M.A. Hanfmann, Julien Levy, Henry Plumer McIlhenny, Agnes Mongan, Walter Pach, Joseph Pulitzer, Jr., Perry T. Rathbone, i James Rorimer.

## Honors
- Doctor Honorari per la Universitat Harvard : 1942